# ایتانهومی
ایتانهومی (به پرتغالی: Itanhomi) یک منطقهٔ مسکونی در برزیل است که در میناز ژرایس واقع شده‌است. ایتانهومی ۴۸۸٫۲۲۹ کیلومتر مربع مساحت و ۱۲٬۲۴۴ نفر جمعیت دارد.